# Thouinia brachybotrya
Thouinia brachybotrya là một loài thực vật có hoa trong họ Bồ hòn. Loài này được Donn. Sm. miêu tả khoa học đầu tiên năm 1911.